# Wilkizki-Insel (Karasee)
Die Wilkizki-Insel (russisch Остров Вилькицкого, Ostrow Wilkizkowo) ist eine unbewohnte, russische Insel in der Karasee. Administrativ gehört sie zum Autonomen Kreis der Jamal-Nenzen in der Oblast Tjumen. Die Insel ist benannt nach Andrei Ippolitowitsch Wilkizki, einem russischen Hydrographen und Geodäten sowie Vater von Boris Andrejewitsch Wilkizki.

## Geographie
Die Wilkizki-Insel liegt nördlich der Jenissei-Mündung im südlichen Bereich der Karasee, einem Randmeer des Arktischen Ozeans. Vom sibirischen Festland (Gydan-Halbinsel) ist die Insel rund 50 km, von der Schokalski-Insel| im Südwesten 40 km und von der Sibirjakow-Insel im Südosten etwa 80 km entfernt. 15 km südlich von ihr liegt die kleinere Neupokojewa-Insel. Die sichelförmige Wilkizki-Insel ist etwa 42 km lang, bis zu 12 km breit und hat eine Fläche von knapp 154 km². Die Insel weist im äußersten Osten und im Westen je eine sandige Nehrung auf, lediglich der breitere, mittlere Teil ist von Tundra geprägt. Die östliche Nehrung ist dabei durch einen nur wenige Meter breiten Meeresarm vom größeren Teil der Insel getrennt. Die Wilkizki-Insel ist – wie viele Inseln in der Karasee – überwiegend flach und erreicht eine Höhe von nur 5 m über dem Meer. Sie ist Bestandteil des 1996 eingerichteten Sapowedniks Gydan, eines der größeren Naturschutzgebiete Russlands.